# Wang Tiecheng
Wang Tiecheng (xinès simplificat: 王鐵成, pinyin: Wáng Tiěchéng; Beijing, 9 d'agost de 1936 - 21 de juny de 2024) fou un actor xinés conegut per interpretar el paper de Zhou Enlai. Va ser membre del Partit Comunista de la Xina, la Lliga Democràtica de la Xina, membre de la huitena, novena i desena sessió de la Conferència Consultiva Política del Poble Xinés, antic vicepresident de la Federació de Persones amb Discapacitat de la Xina i director executiu de la Creu Roja de la Xina.

## Biografia
Nascut a Beijing, va ser company de classe de Li Ao a l'escola primària. Va començar a estudiar Òpera de Beijing als onze anys, i va ser admès a l'Acadèmia Central de Drama el 1957 i va treballar al Teatre d'Art Infantil de la Xina el 1961. Durant la Revolució Cultural, va ser enviat a Baodi, província de Hebei.
El 1977, va interpretar per primera vegada a Zhou Enlai al drama "Zhuanzhe". Ha interpretat a Zhou Enlai al drama "Baotong", a les pel·lícules "Dahe benliu", "Li Siguang", "Xi'an shibian", "Fengyu xia Zhongshan" i altres obres.
El 1991, va protagonitzar la pel·lícula "Zhou Enlai " dirigida per Ding Yinnan, i va guanyar el Golden Rooster Award 1992 i el Hundred Flowers Award al millor actor, convertint-se en una obra mestra de la seua carrera, alhora que s'estancà en el personatge. El 2003, es va retirar de la indústria cinematogràfica després de protagonitzar "Zhou Enlai's Journey to Bandung".
Va morir a Beijing a les 22:22 del 21 de juny de 2024.

## Família
El 1967, es va casar amb Yan Lili (la filla de Yan Shushi, el compositor de "Flors al maig". El 1970, va donar a llum al seu únic fill, Wang Weiping, que patia demència congènita. El 1996, Wang Weiping va guanyar la medalla d'or als Jocs Olímpics Internacionals de Shanghai per a Persones amb Discapacitats Intel·lectuals Especials.